# Militair-industrieel complex

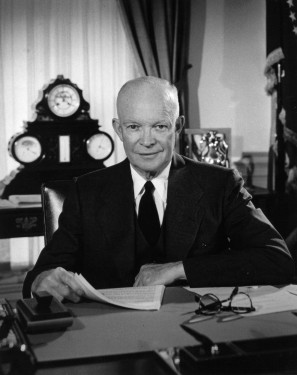
President Eisenhower in het Oval Office

Het militair-industrieel complex is een bundeling van belangen van de politiek, het militaire leiderschap en de wapenindustrie. Vaak, maar niet altijd, heeft de term betrekking op de Verenigde Staten.
De term werd voor het eerst beschreven door de Amerikaanse socioloog Charles Wright Mills in zijn boek 'The power elite' (1956). De uitdrukking werd vooral bekend door president (en oud-generaal) 
Eisenhower. In zijn afscheidsboodschap aan het Congres en de Strijdkrachten op 17 januari 1961 waarschuwde hij de Amerikanen voor een vervlechting van belangen en de invloed van het militair-industrieel complex:

Ons leger is een vitaal bestanddeel voor het bewaren van de vrede. Onze wapens moeten klaar staan voor gebruik, zodat geen mogelijke aanvaller in de verleiding kan raken om zijn eigen vernietiging over zich af te roepen.  Maar koste wat het koste moeten we ervoor waken dat het Militair Industrieel Complex te veel ongewenste invloed krijgt.

Met de Russische invasie van Oekraïne sinds 2022 lijkt een nieuwe (nucleaire) wapenwedloop te ontstaan, stelde het Stockholm International Peace Research Institute (SIPRI) in haar jaarlijks onderzoek naar de wereldwijde defensieuitgaven en internationale wapenhandel in 2025.

## Kenmerken
Het Militair-industrieel Complex (kortweg MIC) is een netwerk van individuen en organisaties, die betrokken zijn bij de productie van wapens en militaire technologie. Dit netwerk probeert politieke steun te verwerven voor het bestendigen of vermeerderen van militaire uitgaven door de nationale regering.
Een drijvende kracht achter de relatie tussen het leger en de defensie industrie is dat beide kanten ervan profiteren. Defensie krijgt wapens en de andere partij maakt ze en verdient eraan.
Het MIC vertoont in de meeste economisch ontwikkelde landen hetzelfde kenmerk: een hightech industriële sector, die zijn eigen organisatie en financiële regels hanteert. Het personeel is doorgaans hoog geschoold.
Vanwege de technologische complexiteit van moderne wapens en de voorkeur van de meeste landen voor binnenlandse leveranciers, is er weinig marktwerking in de defensie-industrie.

## Een korte geschiedenis
Het is nog maar anderhalve eeuw geleden dat de Amerikaanse regering het leger na iedere conflict het leger demobiliseerde. De VS voerde alleen bij uitzondering oorlog. De krijgsmacht werd afgeschaald totdat de volgende strijd zich aandiende. In 1798 bestond de United States Army nog slechts uit 10.000 soldaten. Dit schrijft historicus Pien van der Hoeven in haar boek Spoken, hoe het kapitalisme ons tot oorlog drijft.
In de begintijden van het kapitalisme was (militaire) afschrikking het uitgangspunt. Maar in de loop van de 19e eeuw werden de defensie-uitgaven aanzienlijk verhoogd. Zozeer zelfs dat volgens de marxistische leer militaire uitgaven een essentiële functie vervullen in het economische proces van het laatkapitalisme. Zij vormen een drijvende en continue kracht in de economie. Daarom zal er van ontwapening nooit sprake zijn.
Van der Hoeven neemt deze terminologie over en geeft als voorbeeld de Oorlog in Irak. De regering van George W. Bush trok ten strijde als gevolg van grote invloed die de neoconservatieve stroming op zijn beleid had. De historicus  noemt het verdrijven van Saddam Hoessein een militaire staatsgreep op z’n Amerikaans.
Al in 1976 schreef NRC Handelsblad over de noodzaak om het MIC kritisch te volgen. Schaalvergroting en wapenproductie zal steeds meer leiden tot verankering op Europese schaal, waarbij ‘’politieke, militaire en industriële belangen ongrijpbaar  met elkaar vervlochten kunnen raken, zonder doelmatige parlementaire en publieke controle.’’
De ineenstorting van de Sovjet Unie en het einde van de Koude Oorlog in 1991 zorgde voor een tijdelijke verminderde invloed van het MIC in veel landen. Maar door de toegenomen betrokkenheid bij het conflict in het Midden-Oosten en de zorgen over het terrorisme blijft het een invloedrijke sector in de hele wereld.

## Nieuwe wapenwedloop
De Russische invasie in Oekraïne heeft geleid tot een nieuwe wapenwedloop. Oorlog is ook een verdienmodel, verklaart  van der Hoeven. De wapenproducenten incasseren miljarden en ze kunnen hun producten testen op het slagveld en zo nodig verbeteren. Bovendien biedt het strijdtoneel de defensie-industrie ook de mogelijkheid om nieuwe afzetmarkten te zoeken.
De meeste Europese landen zijn ertoe overgegaan hun defensiebudget te verhogen. De verwachting is, dat met name de Verenigde Staten hiervan zal profiteren. In de VS zijn 45 van de honderd grootste wapenfabrikanten gevestigd. Zij hadden in 2020 een gezamenlijke omzet van 275 miljard euro.
In België vraagt de vredesbeweging opnieuw aandacht voor de waarschuwende woorden van Eisenhower in 1962. Met name de rol van de lobby van de wapenfabrikanten, de wijze waarop deze is binnengedrongen in de Europese instellingen en als sponsor optreedt bij NAVO-bijeenkomsten.
Het kabinet Rutte IV is van plan om de komende jaren vijf miljard euro extra te reserveren voor de krijgsmacht. De Socialistische Partij meldt dat de Nederlandse wapenindustrie ook profiteert van de toegenomen spanning. Volgens de partij speelt ons land een belangrijke rol in de wapenhandel; van iedere twee dollar, die er aan wapens wordt uitgegeven, stroomt er één via Nederlandse kanalen.  De SP spoort de regering aan om belastingontwijking door de wapenindustrie aan te pakken en de internationale diplomatie haar werk te laten doen. Alleen door met elkaar in gesprek te blijven zullen gewapende conflicten tot een einde komen.